# أيا يوكوشيما
أيا يوكوشيما مواليد 3 يوليو 1990، هي لاعبة كرة يد يابانية تلعب كوسط مدافع. مثلت منتخب اليابان لكرة اليد للسيدات.

## سجل المنافسة
شاركت في البطولات التالية:
- بطولة العالم لكرة اليد للسيدات 2015